# Cleoneo
Cleoneo fue un almirante rodio, de finales del siglo III a. C., segundo al mando de Teofilisco durante la Batalla de Quíos. Tras la muerte de Teofilisco debido a sus heridas, Cleoneo se asumió el mando. Mientras navegaba de regreso a Rodas, fue derrotado por Filipo V de Macedonia en la Batalla de Lade.